# Kyle-Nunatakker
Die Kyle-Nunatakker sind drei Nunatakker im ostantarktischen Enderbyland. Sie ragen 4 km östlich des Mount Hampson im östlichen Teil der Tula Mountains auf.
Kartiert wurden sie anhand von Luftaufnahmen, die Teilnehmer einer Mannschaft der Australian National Antarctic Research Expeditions im Jahr 1956 anfertigten. Das Antarctic Names Committee of Australia (ANCA) benannte die Nunatakker nach James T. Kyle (1892–unbekannt), neuseeländisches Besatzungsmitglied der RSS Discovery bei der British Australian and New Zealand Antarctic Research Expedition (BANZARE, 1929–1931) unter der Leitung des australischen Polarforschers Douglas Mawson.